# Drugi rząd Aleksisa Tsiprasa

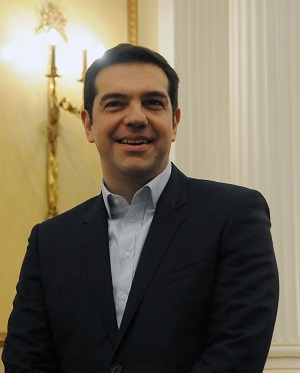
Premier Aleksis Tsipras

Drugi rząd Aleksisa Tsiprasa – rząd Grecji funkcjonujący od września 2015 do lipca 2019.
Gabinet powstał po przedterminowych wyborach do Parlamentu Hellenów z 20 września 2015, w których ponownie zwyciężyła lewicowa Syriza. Jej lider Aleksis Tsipras, premier od stycznia do sierpnia 2015, odnowił koalicję z ugrupowaniem Niezależni Grecy. 21 września ponownie został zaprzysiężony na urzędzie premiera. Dwa dni później ogłoszono skład rządu, który rozpoczął funkcjonowanie tego samego dnia. W składzie gabinetu wielokrotnie dochodziło do zmian personalnych (w tym do dużych rekonstrukcji w listopadzie 2016 i sierpniu 2018 oraz małej rekonstrukcji w lutym 2018). W styczniu 2019 Niezależni Grecy wystąpili z koalicji, powodem tej decyzji był spór w ramach koalicji dotyczący kwestii rozwiązania konfliktu grecko-macedońskiego. Gabinet zakończył funkcjonowanie 9 lipca 2019, gdy po wyborczej porażce Syrizy powołany został rząd Kiriakosa Mitsotakisa.

## Skład rządu
- Premier: Aleksis Tsipras
- Wicepremier: Janis Dragasakis
- Minister spraw wewnętrznych: Panajotis Kurumblis[7] (do listopada 2016), Panos Skurletis (od listopada 2016 do sierpnia 2018), Aleksis Charitsis (od sierpnia 2018 do czerwca 2019), Andonis Rupakiotis (od czerwca 2019)
- Minister gospodarki i rozwoju: Jorgos Statakis[8] (do listopada 2016), Dimitrios Papadimitriu (od listopada 2016 do lutego 2018), Janis Dragasakis (od lutego 2018)
- Minister obrony narodowej: Panos Kamenos (do stycznia 2019), Ewangelos Apostolakis (od stycznia 2019)
- Minister edukacji, nauki i spraw religijnych: Nikolaos Filis (do listopada 2016), Kostas Jawroglu (od listopada 2016)
- Minister spraw zagranicznych: Nikos Kodzias (do października 2018), Aleksis Tsipras (od października 2018 do lutego 2019), Jeorjos Katrungalos (od lutego 2019)
- Minister sprawiedliwości: Nikos Paraskiewopulos (do listopada 2016), Stawros Kondonis (od listopada 2016 do sierpnia 2018), Michalis Kalojiru (od sierpnia 2018)
- Minister pracy i solidarności społecznej: Jeorjos Katrungalos (do listopada 2016), Efi Achtsioglu (od listopada 2016)
- Minister zdrowia: Andreas Ksantos
- Minister kultury i sportu: Aristidis Baltas (do listopada 2016), Lidia Koniordu (od listopada 2016 do sierpnia 2018), Mirsini Zormba (od sierpnia 2018)
- Minister finansów: Efklidis Tsakalotos
- Minister środowiska i energii: Panos Skurletis (do listopada 2016), Jorgos Statakis (od listopada 2016)
- Minister transportu i infrastruktury: Christos Spirdzis
- Minister do spraw wysp i żeglugi: Teodoros Dritsas (do listopada 2016), Panajotis Kurumblis (od listopada 2016 do sierpnia 2018), Fotis Kuwelis (od sierpnia 2018)
- Minister rozwoju rolnictwa i żywności: Wangelis Apostulu (do sierpnia 2018), Stawros Arachowitis (od sierpnia 2018)
- Minister stanu: Nikos Papas (do listopada 2016), Alekos Flamburaris, Christoforos Wernardakis (od listopada 2016), Dimitris Dzanakopulos (od listopada 2016 do czerwca 2019), Lefteris Kretsos (od czerwca 2019)
- Minister cyfryzacji: Nikos Papas (od listopada 2016)
- Minister ds. reformy administracji: Olja Jerowasili (od listopada 2016 do sierpnia 2018), Mariliza Ksenojanakopulu (od sierpnia 2018)
- Minister ds. polityki imigracyjnej: Joanis Muzalas (od listopada 2016 do lutego 2018), Dimitrios Witsas (od lutego 2018)
- Minister turystyki: Elena Kundura (od listopada 2016 do maja 2019), Tanasis Teocharopulos (od maja 2019)
- Minister ochrony obywateli: Olja Jerowasili (od sierpnia 2018)